# Образовательная среда
Образовательная среда – это психолого-педагогическая реальность, сочетание уже сложившихся исторических влияний и намеренно созданных педагогических условий и обстоятельств, направленных на формирование и развитие личности ученика . Образовательная среда является неотъемлемой составляющей образовательного пространства человека, социальной группы, организации. 
С точки зрения синергетики образовательная среда – это системно образованное пространство, в котором реализуется взаимодействие субъектов образовательного процесса с внешней средой, в результате чего раскрываются индивидуальные черты личности ученика. 
Исследователи выделяют важную особенность образовательной среды как системы: субъект образовательного процесса (человек) сам по себе является системой. Таким образом, находясь в поле образовательной среды, он проявляет активный характер ее познания, что в итоге проявляется во взаимном влиянии субъекта и среды  .
В широком смысле под образовательной средой можно понимать «любое социокультурное пространство, в рамках которого стихийно или с различной степенью организованности осуществляется процесс развития личности» .

## История возникновения и употребления термина
Концепт «среды» как совокупности условий, окружающих человека и определённым образом влияющих на него, появляется уже в период эпохи Просвещения.

### Эпоха Просвещения
В этот период термин «среда» рассматривается как:
- Макросреда – совокупность общественных и экономических отношений, социальных институтов, конфессий, культуры [5].
- Микросреда – ближайшее непосредственное окружение человека [5].

### Педагогические воззрения Ж.Ж. Руссо
Ж.Ж. Руссо одним из первых начал трактовать «среду» как поле для развития личности. По мнению учёного для формирования эффективной воспитательной системы необходимо создать особую «образовательную среду», в которой были бы уравновешены потребности и возможности ученика. Такая среда позволяет развить внутренний стержень, свободу выбора, независимость, так как подразумевает упор не на количество полученных знаний, а на способность выбирать свой индивидуальный путь в познании, на самостоятельность в принятии решений .

### Взгляд Селестена Френе
Особое внимание уделяет саморазвитию личности, приобретению ребёнком субъективного опыта. В связи с этим предлагает создание образовательной среды как опоры для самопознания ученика и построения им собственного образовательного пути .

### Отечественная педагогика
В отечественной педагогике понятие «среды» начало входить в научный оборот в начале XX века. «Педагогику среды разрабатывал С.Т. Шацкий, общественная среда ребенка описывается в трудах П.П. Блонского, окружающая среда у А.С. Макаренко» .
В понимании отечественных педагогов объектом образовательного процесса является не личность ученика, а условия, которые его окружают. Под внешними условиями подразумеваются межличностные и межгрупповые отношения, под внутренними – эмоциональный портрет ученика, самооценка и рефлексия, ценностная картина мира.

## Типы образовательной среды
Процесс развития личности так же необходимо изучать с учетом естественного окружения. При этом естественное окружение, существует и оказывает влияние на нескольких разных уровнях. Ури Бронфенбреннер выделяет четыре таких уровня:
1. Микросистема — «комплекс отношений между развивающимся человеком и непосредственной средой, включающее самого этого человека» (семья, школа, сверстники и пр.).
2. Мезосистема — совокупность влияющих друг на друга
микросистем. Речь идет о взаимосвязях между семьей, школой
группой сверстников.
3. Экзосистема — «расширение мезосистемы, охватывающее другие специальные структуры, как формальные, так и не формальные, которые сами не включают в себя развивающегося человека, но воздействуют на непосредственные условия, в которых человек оказывается».
4. Макросистема — «преобладающие институциональные паттерны культуры или субкультуры, такие, как экономическая, социальная, образовательная, правовая и политическая системы, конкретными проявлениями которых являются микро-, мезо- к экзосистемы».

В.И. Панов в своих трудах систематизировал модели образовательной среды.
1. Эколого-личностная модель разработчик В.А. Ясвин.
2. Комуникативно – ориентированная модель – В.В. Рубцов.
3. Антрополого – психологическую модель - В.И. Слободчиков.
4. Психодидактическая модель образовательной среды разработана коллективом авторов: .П.Лебедевой, В.А.Орловым В.А.Ясвиным и др.
5. Экопсихологический подход к разработке модели образовательной среды предложен психологом В.И. Пановым. Человек в процессе обучения рассматривается в системе «человек – окружающая среда».